# New Zealand Open 2004
Die New Zealand Open 2004 im Badminton fanden vom 1. bis zum 5. September 2004 in North Harbour statt.

## Sieger und Platzierte
| Disziplin    | Gold                           | Silber                        | Bronze                                   |
| ------------ | ------------------------------ | ----------------------------- | ---------------------------------------- |
| Herreneinzel | Andrew Smith                   | Yuichi Ikeda                  | Niluka Karunaratne                       |
| Herreneinzel | Andrew Smith                   | Yuichi Ikeda                  | Shinji Shinkai                           |
| Dameneinzel  | Huang Chia-chi                 | Rebecca Gordon                | Rachel Hindley                           |
| Dameneinzel  | Huang Chia-chi                 | Rebecca Gordon                | Kimberly Windsor                         |
| Herrendoppel | Shuichi Nakao Shuichi Sakamoto | Khankham Malaythong Raju Rai  | Yuichi Ikeda Shinji Shinkai              |
| Herrendoppel | Shuichi Nakao Shuichi Sakamoto | Khankham Malaythong Raju Rai  | Jarrod King James Moffat                 |
| Damendoppel  | Rebecca Gordon Rachel Hindley  | Renee Flavell Gabriel Shirley | Donna Cranston Kimberly Windsor          |
| Damendoppel  | Rebecca Gordon Rachel Hindley  | Renee Flavell Gabriel Shirley | Sara Runesten-Petersen Janet Tam         |
| Mixed        | Craig Cooper Lianne Shirley    | Boyd Cooper Susan Dobson      | James Moffat Gabriel Shirley             |
| Mixed        | Craig Cooper Lianne Shirley    | Boyd Cooper Susan Dobson      | Khankham Malaythong Mesinee Mangkalakiri |